# Wexford Park
Wexford Park è uno stadio irlandese, di proprietà della Gaelic Athletic Association, situato nella città di Wexford, capoluogo dell'omonima contea. Ospita le partite delle franchige della contea stessa di calcio gaelico e hurling. Vanta una capienza di 25000 posti a sedere, in seguito ad una recente ristrutturazione ed è situato nell'area di Clonard, un quartiere periferico della città. Sebbene non sia dotato di riflettori, lo stadio ospita spesso partite verso sera in estate, grazie al sole che splende fino a tardi.